# Campionat d'escacs del Perú
El Campionat d'escacs del Perú, és una competició per a definir, anualment, el millor jugador peruà. Se celebra des de 1942 i és organitzat per la Federació Peruana d'Escacs (Federación Deportiva Peruana de Ajedrez). El GM Orestes Rodríguez Vargas, resident a Catalunya, l'ha guanyat en 5 ocasions, igualment com el GM d'elit Julio Granda.

## Taula de guanyadors

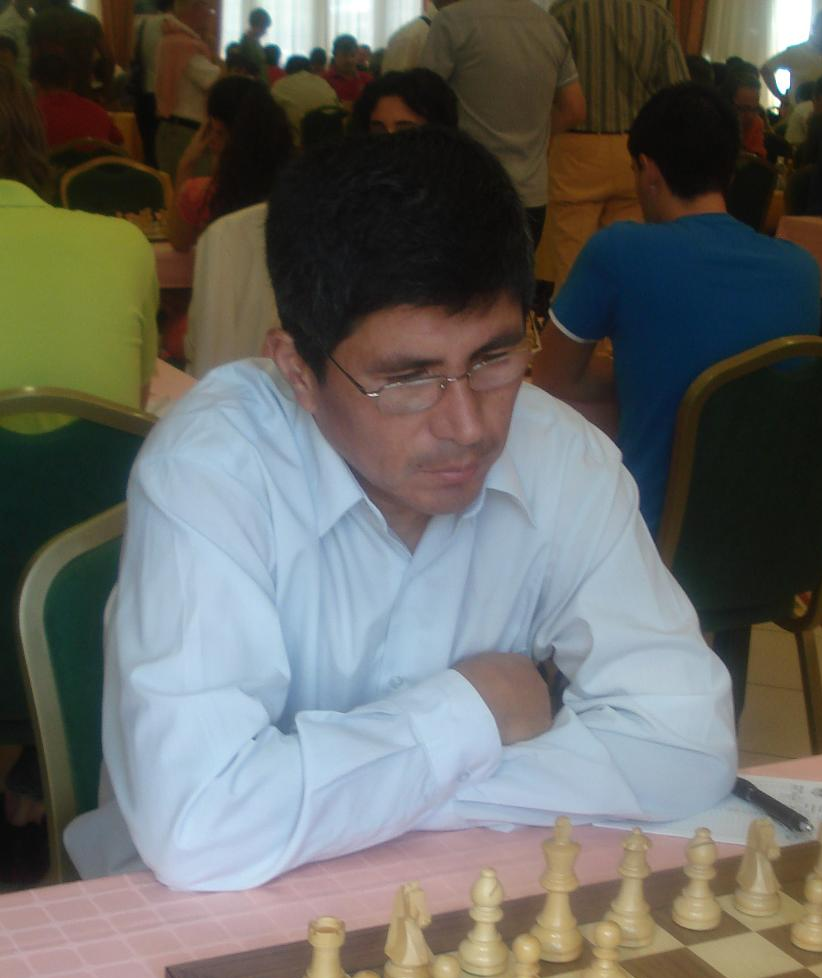
GM Julio Granda, 5 cops Campió del Perú

| Any     | Guanyador                   | Guanyadora                 |
| ------- | --------------------------- | -------------------------- |
| 1942    | José Andrés Pérez           |                            |
| 1943    | José Andrés Pérez           |                            |
| 1947    | Felipe Pinzón Sánchez       |                            |
| 1949    | Julio Súmar Casis           |                            |
| 1950    | Felipe Pinzón Sánchez       |                            |
| 1951    | Felipe Pinzón Sánchez       |                            |
| 1952    | Felipe Pinzón Sánchez       |                            |
| 1953    | José Andrés Pérez           |                            |
| 1955    | José Andrés Pérez           |                            |
| 1957    | Néstor Del Pozo             |                            |
| 1960    | Mario La Torre              |                            |
| 1961    | Oscar Quiñones Carrillo     |                            |
| 1962    | Carlos Espinoza Rivasplata  |                            |
| 1963    | Oscar Quiñones Carrillo     |                            |
| 1964    | Oscar Quiñones Carrillo     |                            |
| 1966    | Oscar Quiñones Carrillo     |                            |
| 1967    | Julio Súmar Casis           |                            |
| 1968    | Orestes Rodríguez Vargas    |                            |
| 1969    | Orestes Rodríguez Vargas    |                            |
| 1970    | Orestes Rodríguez Vargas    |                            |
| 1971    | Orestes Rodríguez Vargas    |                            |
| 1972    | Orestes Rodríguez Vargas    |                            |
| 1973    | Guillermo Ruiz              |                            |
| 1974    | Carlos Pesantes             |                            |
| 1975    | Héctor Bravo Sedamanos      |                            |
| 1976    | Héctor Bravo Sedamanos      |                            |
| 1978    | Manuel Gonzales Bernal      |                            |
| 1979    | Carlo Robbiano Piura        |                            |
| 1980    | Pedro García Toledo         |                            |
| 1981    | Víctor Vílchez Talavera     |                            |
| 1982    | Jorge Peláez Conti          |                            |
| 1984    | Manuel Gonzales Bernal      |                            |
| 1985    | Juan Reyes Larenas          |                            |
| 1986    | Javier García Toledo        |                            |
| 1987    | Henry Urday Cáceres         |                            |
| 1988    | Jorge Pacheco Asmat         |                            |
| 1989    | Marcos Osorio               |                            |
| 1990    | Carlo Robbiano Piura        |                            |
| 1993    | Jorge Pacheco Asmat         |                            |
| 1994    | Julio Granda Zúñiga         |                            |
| 1995    | Julio Granda Zúñiga         |                            |
| 1996    | Julio Granda Zúñiga         |                            |
| 1997    | Julio Granda Zúñiga         | I.Silvana Pacheco Gallardo |
| 1998    | Mario Belli Pino            |                            |
| 1999    | Henry Urday Cáceres         |                            |
| 2000    | Filemón Cruz Lima           | II.Karen Zapata            |
| 2001    | Carlomagno Oblitas Guerrero |                            |
| 2002    | Julio Granda Zúñiga         | III.Karen Zapata           |
| 2003    | Carlomagno Oblitas Guerrero | IV.Karen Zapata            |
| 2004    | Carlomagno Oblitas Guerrero | V.Karen Zapata             |
| 2005    | Italo Mesones Prada         |                            |
| 2006    | Jorge Cori                  |                            |
| 2007    | Ernesto Ramos               | VI.Ingrid Aliaga           |
| 2008[1] | Renato Alfredo Terry Luján  | VII.Ann Chumpitaz          |
| 2009    | Efrain Palacios             | VIII.Ingrid Aliaga         |
| 2010    | Efrain Palacios             | IX.Ann Chumpitaz           |
| 2011    | Efrain Palacios             | X.Ingrid Aliaga            |
| 2012    | Giuseppe Leiva              | XI.Ingris Aliaga           |
| 2013    | Elfer Cutipa                | XII.Nicole Valdivia Cano   |
| 2015    | Renato Terry Lujan          | XIII.Mitzy Caballero       |
| 2016    | Fernando Fernandez          | XIV.Ingrid Aliaga          |
| 2017    | Giuseppe Leiva              | XV.Ingrid Aliaga           |
| 2018    | Kevin Corti                 | XVI.Ann Chumpitaz          |
| 2019    | ?                           | XVII. ?                    |
| 2021    | ?                           | XVIII. ?                   |
| 2022    | Jorge Cori                  | XIX.Mitzy Caballero        |
| 2023    | Marco Delgado Romero        | XX.Fiorella Contreras      |
| 2024    | Fernando Fernandez Sanchez  | XXI.Fiorella Contreras     |

## Campions peruans d'escacs per correspondència
1. Oscar Basurco (1972-1975)
2. Archie Milligan (1974-1977)
3. Jose Ranilla (19801982)
4. Augusto Garland Ghio (1983-1986)
5. Augusto Garland Ghio (1989-1992)
6. Miguel Bailly (1991-1994)
7. Alfredo Cilloniz (1993-1996)
8. Pedro Alzola (1993-1996)
9. Ricardo Teruya (1995-1997)
10. Alfredo Cilloniz (1997-1999)
11. Alfredo Cilloniz (1997-1999)
12. Alfredo Cilloniz (2002-2004)
13. Juan Reyes la Tosa (2006-2008)[2]
14. Alberto Moreno (2007-2009)[3]
15. Robert Castro Salguero (2009-2011)[4]
16. Carlos Sosa Patiño (2011-2013)[5]
17. Gino Figlio (2013-2015)[6]
18. Jorge Quiñones Borda (2015-2017)[7]
19. Luis Gonzaga Grego (2018-2021)[8]
20. Marco Cusicanqui (2021-2022)[9]